# Other Voices
Albums de The Doors
L.A. Woman
(1971) Full Circle
(1972)
Other Voices est le septième album du groupe de rock américain The Doors, sorti en 1971 et produit par The Doors et Bruce Botnick.
Cet album est le premier du groupe enregistré sans le chanteur Jim Morrison, décédé en juillet 1971.

## Enregistrement
Selon certaines sources vérifiables, le groupe aurait commencé à enregistrer Other Voices vers avril 1971. En effet, les chansons Down on the Farm, I'm Horny, I'm Stoned et Wandering Musician seraient des chansons qui auraient commencé à être travaillées durant la période de l'enregistrement de L.A. Woman. De plus, des indices comme le fait que ces trois chansons soient de la plume du guitariste Robby Krieger (Morrison et Krieger étaient les seuls à composer les chansons du groupe avant ce nouvel album) ou encore que le bassiste de l'album L.A. Woman Jerry Scheff soit crédité uniquement sur ces trois titres, nous permet de penser qu'elles ont dû être enregistrées plus tôt que le reste de l'album. Seulement, le groupe avait prévu un retour de Jim Morrison et avait juste enregistré les pistes instrumentales.
Le reste de l'album a été majoritairement enregistré en septembre 1971 avec le bassiste Jack Conrad. Les chansons Ship w/ Sails et Hang on to Your Life datent probablement du mois d'août en référence aux différents bassistes utilisés.

## Liste des chansons
Tous les titres sont écrits et composés par les trois membres des Doors.
1. In the Eye of the Sun - ( Manzarek ) – 4:48
2. Variety Is the Spice of Life - ( Krieger )– 2:50
3. Ships with Sails - ( Krieger / Densmore )– 7:38
4. Tightrope Ride - ( Manzarek / Krieger )– 4:15
5. Down on the Farm - ( Krieger )– 4:15
6. I'm Horny, I'm Stoned - ( Krieger )– 3:55
7. Wandering Musician - ( Krieger )– 6:25
8. Hang on to Your Life - ( Manzarek / Krieger )– 5:36

## Fiche technique

### Personnel
- Ray Manzarek : chant, claviers
- Robby Krieger : chant, guitare
- John Densmore : batterie

## Personnel additionnel
- Jack Conrad : basse sur "In the Eye of the Sun", "Variety Is the Spice of Life" et "Tightrope Ride"
- Jerry Scheff : basse sur "Down On The Farm", "I'm Horny, I'm Stoned" et "Wandering Musician"
- Ray Neapolitan : basse sur "Ships w/ Sails"
- Wolfgang Melz : basse sur "Hang on to Your Life"
- Willie Ruff : contrebasse sur "Ships w/ Sails"
- Fransico Aguabella : percussions sur "Ships w/ Sails" et "Hang on to Your Life"
- Emil Richards : marimba sur "Down on the Farm"